# Shine-Ider, Khövsgöl
Shine-Ider (tiếng Mông Cổ: Шинэ-Идэр) là một sum của tỉnh Khövsgöl tại miền bắc Mông Cổ. Vào năm 2009, dân số của sum là 3.824 người.

## Lịch sử
Sum Shine-Ider được thành lập vào năm 1923, khi ấy là sum Chandmana của kỳ Chandmana-Ölziit Dalain của tỉnh Tsetserleg Mandal Uulyn. Năm 1931, nó trở thành sum Chandmana của tỉnh Arkhangai mới thành lập. Đến năm 1942 nó trở thành một sum của tỉnh Khövsgöl, và được đổi tên thành Shine-Ider vào năm 1956. Negdel địa phương Jargalyn Zam (Con đường hạnh phúc) được thành lập vào năm 1954.

## Địa lý
Khu vực có diện tích khoảng 2.050 km², 1.700 km² trong đó là đồng cỏ. Trung tâm sum, Erdenet (tiếng Mông Cổ: Эрдэнэт), nằm cách tỉnh lị Mörön 123 km về phía đông nam và cách thủ đô Ulaanbaatar 839 km. Hồ Sangiin Dalai nằm gần sum.

### Khí hậu
Khu vực có khí hậu bán khô hạn. Nhiệt độ trung bình hàng năm trong khu vực là 0 °C. Tháng ấm nhất là tháng 7, với nhiệt độ trung bình là 19 °C và lạnh nhất là tháng 1, với -20 °C. Lượng mưa trung bình hàng năm là 316 mm. Tháng mưa nhiều nhất là tháng 7, với lượng mưa trung bình 81 mm và khô nhất là tháng 2, với lượng mưa 2 mm.

## Kinh tế
Năm 2004, có khoảng 111.000 đầu gia súc, trong đó có 62.000 con cừu, 35.000 con dê, 7.200 bò nhà và bò yak, 5.700 con ngựa và 56 con lạc đà.

## Điểm đến
Có một số bức vẽ trên đá trong khu vực.